# American-Football-Europameisterschaft 2021
Die American-Football-Europameisterschaft 2021 war die 15. Auflage dieses Turniers. Die Qualifikation wurde im Jahr 2019 ausgespielt. Die Halbfinalspiele sollten ursprünglich im August und das Finale im Oktober 2020 stattfinden, wurden jedoch wegen der COVID-19-Pandemie um ein Jahr auf August und Oktober 2021 verschoben.

## Modus
In einer Qualifikationsrunde traten zunächst in vier Gruppen jeweils drei Teams gegeneinander an. Die Gruppengewinner spielen dann den Europameister aus. Die jeweiligen Zweit- und die Drittplatzierten treten ebenfalls gegeneinander an und spielen so die Plätze 5 bis 12 aus. Parallel zur Europameisterschaft findet auch eine B-EM statt, deren Teilnehmer sich jedoch – im Gegensatz zu früheren Jahren – nicht für die eigentlichen EM qualifizieren können und somit nicht um den Kontinentaltitel kämpfen. Aufgrund der zum Zeitpunkt der Ansetzung des Turniers noch immer nicht ausgeräumten Konflikte zwischen AFVD und Weltverband IFAF nahm der Europameister von 2001, 2010 und 2014, Deutschland, auch dieses Mal wieder nicht teil.

## Qualifikationsphase

### Division A
Der amtierende Europameister Frankreich stand in seiner Qualifikationsgruppe Serbien und Tschechien gegenüber. Im Auftaktspiel beim Außenseiter Tschechien tat sich der Topfavorit Frankreich überraschend schwer. Nur ein Touchdown gelang den Franzosen in Halbzeit eins. Nach der Pause konnten die Tschechen sogar auf 3:7 verkürzen. Erst im Schlussabschnitt wurde der Titelverteidiger seiner Favoritenrolle gerecht und gewann letztendlich deutlich. Im zweiten Spiel feierte Serbien einen ungefährdeten Heimerfolg, so dass es am letzten Spieltag zum erwarteten Finale zwischen Serbien und Frankreich kam. Dort konnte sich Frankreich in einem defensiv dominierten Spiel im letzten Viertel knapp mit 13:7 durchsetzen. Beide Touchdowns auf Seiten des Titelverteidigers wurden durch die Defensive erzielt.
| Platz | Land       | Sp | TD    | Diff. | Punkte |
| ----- | ---------- | -- | ----- | ----- | ------ |
| 1     | Frankreich | 2  | 41:10 | +31   | 4:0    |
| 2     | Serbien    | 2  | 23:13 | +10   | 2:2    |
| 3     | Tschechien | 2  | 03:44 | −41   | 0:4    |

|                                    |                                    | {{{Spiel}}} |        |            |  |                            |
| Jihlava 13. Oktober 2019 16:00 Uhr |                                    | Tschechien  | 3 : 28 | Frankreich |  | FC Vysočina Zuschauer: 850 |
| Jihlava 13. Oktober 2019 16:00 Uhr | (0:0, 0:7, 3:0, 0:21) Spielbericht | Tschechien  |        | Frankreich |  | FC Vysočina Zuschauer: 850 |

|                                      |                                   | {{{Spiel}}} |        |            |  |                 |
| Požarevac 27. Oktober 2019 11:30 Uhr |                                   | Serbien     | 16 : 0 | Tschechien |  | Gradski stadion |
| Požarevac 27. Oktober 2019 11:30 Uhr | (7:0, 3:0, 0:0, 6:0) Spielbericht | Serbien     |        | Tschechien |  | Gradski stadion |

|                                              |                      | {{{Spiel}}} |        |         |  |                                     |
| Villeneuve-d’Ascq 9. November 2019 16:00 Uhr |                      | Frankreich  | 13 : 7 | Serbien |  | Stade Pierre-Mauroy Zuschauer: 5000 |
| Villeneuve-d’Ascq 9. November 2019 16:00 Uhr | (7:0, 0:7, 0:0, 6:0) | Frankreich  |        | Serbien |  | Stade Pierre-Mauroy Zuschauer: 5000 |

### Division B
In Division B konnte sich mit Österreich das am höchsten gesetzte Team überraschend nicht durchsetzen. Das Eröffnungsspiel in der Schweiz konnten der amtierende Vizeeuropameister noch deutlich gewinnen. Beim Heimspiel gegen Italien führte Team Austria zwar mit 14:3 im dritten Viertel, vergab jedoch während des Spiels drei Fieldgoals. Mit zwei Touchdowns im letzten Viertel drehten die Italiener das Spiel und schlugen den Favoriten. Im abschließenden Spiel gegen die Schweiz feierte Italien einen ungefährdeten 38:0-Sieg und qualifizierte sich für die Finalrunde um die Europameisterschaft.
| Platz | Land       | Sp | TD     | Diff. | Punkte |
| ----- | ---------- | -- | ------ | ----- | ------ |
| 1     | Italien    | 2  | 59:140 | 0+45  | 4:0    |
| 2     | Österreich | 2  | 80:210 | 0+59  | 2:2    |
| 3     | Schweiz    | 2  | 00:104 | −104  | 0:4    |

|                         |                                      | {{{Spiel}}} |        |            |  |                     |
| Chur 21. September 2019 |                                      | Schweiz     | 0 : 66 | Österreich |  | Stadion Ringstrasse |
| Chur 21. September 2019 | (0:21, 0:28, 0:7, 0:10) Spielbericht | Schweiz     |        | Österreich |  | Stadion Ringstrasse |

|                      |                                    | {{{Spiel}}} |         |         |  |                |
| Wien 6. Oktober 2019 |                                    | Österreich  | 14 : 21 | Italien |  | Zuschauer: 950 |
| Wien 6. Oktober 2019 | (7:0, 0:3, 7:3, 0:15) Spielbericht | Österreich  |         | Italien |  | Zuschauer: 950 |

|                                    |                                     | {{{Spiel}}} |        |         |  |                     |
| Mailand 20. Oktober 2019 15:00 Uhr |                                     | Italien     | 38 : 0 | Schweiz |  | Referee: Marco Sala |
| Mailand 20. Oktober 2019 15:00 Uhr | (14:0, 10:0, 7:0, 7:0) Spielbericht | Italien     |        | Schweiz |  | Referee: Marco Sala |

### Division C
| Platz | Land        | Sp | TD    | Diff. | Punkte |
| ----- | ----------- | -- | ----- | ----- | ------ |
| 1     | Finnland    | 2  | 99:30 | +96   | 4:0    |
| 2     | Dänemark    | 2  | 25:63 | −38   | 2:2    |
| 3     | Niederlande | 2  | 19:77 | −58   | 0:4    |

|                         |  | {{{Spiel}}} |        |          |  |  |
| Arnhem 12. Oktober 2019 |  | Niederlande | 0 : 55 | Finnland |  |  |
| Arnhem 12. Oktober 2019 |  | Niederlande |        | Finnland |  |  |

|                                     |                                    | {{{Spiel}}} |         |             |  |                     |
| Gentofte 19. Oktober 2019 16:00 Uhr |                                    | Dänemark    | 22 : 19 | Niederlande |  | Gentofte Sportspark |
| Gentofte 19. Oktober 2019 16:00 Uhr | (8:0, 8:7, 6:0, 0:12) Spielbericht | Dänemark    |         | Niederlande |  | Gentofte Sportspark |

|                                     |  | {{{Spiel}}} |        |          |  |  |
|                                     |  | Finnland    | 44 : 3 | Dänemark |  |  |
| (0:3, 20:0, 21:0, 3:0) Spielbericht |  | Finnland    |        | Dänemark |  |  |

### Division D
| Platz | Land           | Sp | TD    | Diff. | Punkte |
| ----- | -------------- | -- | ----- | ----- | ------ |
| 1     | Schweden       | 2  | 70:21 | +49   | 4:0    |
| 2     | Großbritannien | 2  | 48:36 | +12   | 2:2    |
| 3     | Russland       | 2  | 07:68 | −61   | 0:4    |

|                        |                                    | {{{Spiel}}} |        |          |  |  |
| Moskau 5. Oktober 2019 |                                    | Russland    | 7 : 34 | Schweden |  |  |
| Moskau 5. Oktober 2019 | (0:7, 0:13, 7:7, 0:7) Spielbericht | Russland    |        | Schweden |  |  |

|                         |  | {{{Spiel}}}    |        |          |  |  |
| London 19. Oktober 2019 |  | Großbritannien | 34 : 0 | Russland |  |  |
| London 19. Oktober 2019 |  | Großbritannien |        | Russland |  |  |

|                                         |                                | {{{Spiel}}} |         |                |  |  |
| Kristianstad 2. November 2019 14:00 Uhr |                                | Schweden    | 36 : 14 | Großbritannien |  |  |
| Kristianstad 2. November 2019 14:00 Uhr | (3:0, 13:0, 7:14) Spielbericht | Schweden    |         | Großbritannien |  |  |

## Trostrunde

### Zwischenrunde
Drei Spiele wurden abgesagt:
- Tschechien gegen Russland
- Schweiz gegen Niederlande
- Dänemark gegen Großbritannien

|                     |                         | {{{Spiel}}} |        |         |  |                                        |
| Wien 8. August 2021 |                         | Österreich  | 48 : 6 | Serbien |  | Footballzentrum Ravelin Zuschauer: 621 |
| Wien 8. August 2021 | (14:0, 14:6, 14:0, 6:0) | Österreich  |        | Serbien |  | Footballzentrum Ravelin Zuschauer: 621 |

### Platzierungsspiele

#### Spiel um Platz 5
|                               |                   | {{{Spiel}}} |         |            |  |                  |
| Søborg 30. Oktober 2021 13:00 |                   | Dänemark    | 25 : 38 | Österreich |  | Gladsaxe Stadion |
| Søborg 30. Oktober 2021 13:00 | (6:10, 6:14, 7:0) | Dänemark    |         | Österreich |  | Gladsaxe Stadion |

#### Spiel um Platz 7
Serbien gewann kampflos gegen Großbritannien.

#### Spiel um Platz 9
|                                  |                       | {{{Spiel}}} |        |          |  |                 |
| Basel 30. Oktober 2021 18:00 Uhr |                       | Schweiz     | 9 : 36 | Russland |  | Stadion Rankhof |
| Basel 30. Oktober 2021 18:00 Uhr | (0:0, 3:7, 6:9, 0:20) | Schweiz     |        | Russland |  | Stadion Rankhof |

#### Spiel um Platz 11
Tschechien gewann kampflos gegen die Niederlande.

## Endrunde

### Teilnehmende Teams
- Frankreich
- Finnland
- Italien
- Schweden

### Halbfinale
Beide Halbfinalspiele waren zunächst für den 7. August angesetzt. Aufgrund von Covid-19-Infektionen wurde das zweite Halbfinalspiel zwischen Frankreich und Italien abgesagt, Italien zog kampflos ins Finale ein.
Im Spiel zwischen Finnland und Schweden ging das gastgebende finnische Team im ersten Viertel deutlich mit 14:0 in Führung. Erst dann kamen die Schweden ins Spiel und ließen keine gegnerischen Punkte mehr zu. Angeführt durch den starken Quarterback Philip Juhlin, der auch zum MVP des Spiels ernannt wurde, gewann das schwedische Team letztlich und zog zum dritten Mal ins EM-Finale ein.
|                       |                                     | {{{Spiel}}} |         |          |  |                                                     |
| Vantaa 7. August 2021 |                                     | Finnland    | 14 : 22 | Schweden |  | Myyrmäki Stadium Zuschauer: 515 Referee: Lamminsalo |
| Vantaa 7. August 2021 | (14:0, 0:9, 0:0, 0:13) Spielbericht | Finnland    |         | Schweden |  | Myyrmäki Stadium Zuschauer: 515 Referee: Lamminsalo |

### Spiel um den dritten Platz
Das Spiel um den dritten Platz fand am 30. Oktober 2021 in Helsinki statt.
|                                     |                      | {{{Spiel}}} |        |            |  |  |
| Helsinki 30. Oktober 2021 13:00 Uhr |                      | Finnland    | 14 : 6 | Frankreich |  |  |
| Helsinki 30. Oktober 2021 13:00 Uhr | (7:0, 7:6, 0:0, 0:0) | Finnland    |        | Frankreich |  |  |

### Finale
Das Finale zwischen Schweden und Italien fand am 31. Oktober 2021 im Malmö statt.
|                                  |                        | {{{Spiel}}} |         |         |  |  |
| Malmö 31. Oktober 2021 12:30 Uhr |                        | Schweden    | 14 : 41 | Italien |  |  |
| Malmö 31. Oktober 2021 12:30 Uhr | (0:13, 0:21, 8:0, 6:7) | Schweden    |         | Italien |  |  |

## B-EM Gruppe
Für die weiteren Nationalmannschaften wurde eine B-Europameisterschaft durchgeführt. Die fünf Mannschaften sollten jeder-gegen-jeden spielen, so dass jede Mannschaft auf zwei Heimspiele kommt.
Nach der vorläufigen Absage der für 2020 geplanten Spiele zog Belgien zurück, die Spiele wurden für die Gegner mit 35:0 gewertet. Die restlichen Spiele wurden 2021 neu angesetzt, wobei das Spiel zwischen Spanien und Israel nicht ausgetragen wurde.
| Platz | Land    | Sp | TD     | Diff. | Punkte |
| ----- | ------- | -- | ------ | ----- | ------ |
| 1     | Ungarn  | 4  | 127:46 | +81   | 8:0    |
| 2     | Spanien | 3  | 72:49  | +23   | 4:2    |
| 3     | Israel  | 3  | 81:66  | +15   | 4:2    |
| 4     | Türkei  | 4  | 102:81 | +21   | 2:6    |
| 5     | Belgien | 4  | 0:140  | −140  | 0:8    |

### Spiele
|                                             |                                     | {{{Spiel}}} |         |        |  |                   |
| Samsun 19. September 2019 14:00 Uhr (UTC+2) |                                     | Türkei      | 22 : 27 | Israel |  | Çarşamba Stadyumu |
| Samsun 19. September 2019 14:00 Uhr (UTC+2) | (3:7, 13:12, 0:0, 6:8) Spielbericht | Türkei      |         | Israel |  | Çarşamba Stadyumu |

|                                             |                                     | {{{Spiel}}} |         |         |  |                                            |
| Jerusalem 6. Oktober 2019 17:00 Uhr (UTC+2) |                                     | Israel      | 23 : 32 | Belgien |  | Kraft Family Sports Campus Zuschauer: 1000 |
| Jerusalem 6. Oktober 2019 17:00 Uhr (UTC+2) | (0:7, 17:7, 0:6, 6:12) Spielbericht | Israel      |         | Belgien |  | Kraft Family Sports Campus Zuschauer: 1000 |

|                                             |                                     | {{{Spiel}}} |        |         |  |                                          |
| Budapest 12. Oktober 2019 17:00 Uhr (UTC+2) |                                     | Ungarn      | 24 : 7 | Spanien |  | Hidegkuti-Nándor-Stadion Zuschauer: 4000 |
| Budapest 12. Oktober 2019 17:00 Uhr (UTC+2) | (14:0, 0:0, 10:0, 0:7) Spielbericht | Ungarn      |        | Spanien |  | Hidegkuti-Nándor-Stadion Zuschauer: 4000 |

|                                            |                                      | {{{Spiel}}} |         |        |  |                                     |
| Coslada 26. Oktober 2019 15:30 Uhr (UTC+2) |                                      | Spanien     | 30 : 25 | Türkei |  | Municipal Sports Center Valleaguado |
| Coslada 26. Oktober 2019 15:30 Uhr (UTC+2) | (0:7, 10:10, 8:8, 12:0) Spielbericht | Spanien     |         | Türkei |  | Municipal Sports Center Valleaguado |

|                                             |                                    | {{{Spiel}}} |        |        |  |             |
| Beringen 26. Oktober 2019 18:00 Uhr (UTC+1) |                                    | Belgien     | 7 : 31 | Ungarn |  | Mijnstadium |
| Beringen 26. Oktober 2019 18:00 Uhr (UTC+1) | (0:3, 0:0, 7:21, 0:7) Spielbericht | Belgien     |        | Ungarn |  | Mijnstadium |

|                 |           | {{{Spiel}}} |       |         |  |  |
| 19. August 2021 |           | Israel      | – : – | Spanien |  |  |
| 19. August 2021 | Entfallen | Israel      |       | Spanien |  |  |

|                                   |                                      | {{{Spiel}}} |         |        |  |             |
| Székesfehérvár 12. September 2021 |                                      | Ungarn      | 44 : 19 | Israel |  | First Field |
| Székesfehérvár 12. September 2021 | (10:0, 24:7, 3:0, 7:12) Spielbericht | Ungarn      |         | Israel |  | First Field |

|                           |                        | {{{Spiel}}} |         |        |  |                |
| Istanbul 5. November 2021 |                        | Türkei      | 20 : 24 | Ungarn |  | Olympiastadion |
| Istanbul 5. November 2021 | (7:0, 0:17, 10:0, 3:7) | Türkei      |         | Ungarn |  | Olympiastadion |

|              |  | {{{Spiel}}} |       |        |  |  |
|              |  | Belgien     | – : – | Türkei |  |  |
| 0:35 Wertung |  | Belgien     |       | Türkei |  |  |

|              |  | {{{Spiel}}} |       |         |  |  |
|              |  | Spanien     | – : – | Belgien |  |  |
| 35:0 Wertung |  | Spanien     |       | Belgien |  |  |